# Cometas por el cielo (remixes)
Cometas por el cielo es un mini álbum digital publicado en 2012 por el grupo donostiarra La Oreja de Van Gogh. Está formado por siete remezclas del segundo sencillo del disco homónimo. El material se encuentra disponible en la plataforma iTunes.

## Lista de remezclas
1. «Cometas por el cielo», Carlos Jean Remix (3:47)
2. «Cometas por el cielo», Tracklacers Remix (6:10)
3. «Cometas por el cielo», Miranda! Remix (3:16)
4. «Cometas por el cielo», Tropical Club Remix (3:27)
5. «Cometas por el cielo», NYC Mambo Remix (3:27)
6. «Cometas por el cielo», Fashion Beat Team Remix (4:03)
7. «Cometas por el cielo», Angustias Remix (4:28)

- Datos: Q16550537